# Variabel frötangara
Variabel frötangara (Sporophila corvina) är en fågel i familjen tangaror inom ordningen tättingar.

## Utbredning och systematik
Variabel frötangara delas in i fyra underarter i två grupper med följande utbredning:
- S. c. corvina – sluttningen mot Karibien från östra Mexiko (Veracruz) till Nicaragua
- ophthalmica-gruppen
  - S. c. hoffmanni – stillahavssidan från södra Costa Rica och västra Panama
  - S. c. hicksii – stillahavssidan i Panama från centrala Veraguas österut till Darién), atlantsidan i östra Panama och stillahavssidan i Colombia söderut till Valle
  - S. c. ophthalmica – stillahavssidan från sydvästra Colombia genom Ecuador till norra Peru (La Libertad)

Sedan 2016 urskiljer Birdlife International och naturvårdsunionen IUCN underartsgruppen ophthalmica som den egna arten "svartbröstad frötangara". 

## Status
IUCN bedömer hotstatus för underartsgrupperna (eller arterna) var för sig, båda som livskraftiga.